# Bomberman (videojuego de Nintendo 3DS)
Bomberman (en japonés: ボンバーマン, romanizado: Bonbāman) es el título provisional de un videojuego de acción y aventura cancelado que estaba siendo desarrollado por Hudson Soft y que Konami planeaba publicar para Nintendo 3DS. Con la intención de ser una entrada única en la franquicia Bomberman, iba a presentar su propiacampaña dedicada para un solo jugador y modo multijugador con soporte para hasta cuatro jugadores locales y ocho jugadores a través del soporte en línea.

## Jugabilidad
Bomberman para Nintendo 3DS es un juego de acción y aventuras que se juega de manera similar a las entregas anteriores en 3D de la franquicia Bomberman . La premisa principal durante el modo de un solo jugador iba a girar en torno a que Bomberman se embarcara en un viaje para liberar a Central City del cuerpo de robots renegados. Se informó que la campaña para un jugador recuerda a Bomberman 64: The Second Attack, ya que dos jugadores pueden cooperar localmente usando tipos de bombas especiales que no están disponibles en el modo multijugador para resolver acertijos mientras navegan. obstáculos y derrotar a los enemigos.
El modo multijugador era similar a los títulos anteriores de Bomberman, ya que hasta cuatro jugadores podían participar en los campos de batalla en las batallas locales. Hasta ocho jugadores podían competir a través de una conexión en línea con nuevas mecánicas como el "Sistema de vida", que permitía a los jugadores extender la barra de vida de sus personajes en el campo de juego y sobrevivir a los ataques de los rivales o actuar como una desventaja para los recién llegados.

## Historia
Bomberman para Nintendo 3DS fue anunciado por primera vez por Nintendo en el E3 2010 como uno de los juegos en desarrollo por Hudson Soft para la plataforma junto con Deca Sports Extreme y un tercer título de Kororinpa. Más tarde, en octubre de 2010, se programó el lanzamiento de Bomberman para 3DS en 2011 con Omega Five, Tetris: Axis y un título de Bonk. En enero de 2011, las imágenes del juego se mostraron durante un carrete de video para los próximos juegos de 3DS y el título ahora estaba planeado para un lanzamiento en otoño de 2011 con Nikoli's Pencil Puzzle. Sin embargo, en el mismo mes, se informó que Konami estaba en proceso de convertir a Hudson en una subsidiaria de propiedad total, ya que la compañía quería adquirir sus propiedades intelectuales y experiencia en el mercado de teléfonos móviles.
Dos meses después, la revista japonesa Famitsu informó en su edición del 24 de marzo de 2011 que Bomberman, Bonk y Omega Five fueron cancelados para 3DS, sin embargo, un representante de Konami declaró que la compañía continuaría publicando títulos desarrollados por Hudson Soft, pero dijo que los juegos no eran confirmados. Otro representante de Konami declaró más tarde a Jason Schreier de Wired que el anuncio de cancelación no era cierto y que la compañía planeaba exhibir el juego en el E3 2011, lo que finalmente nunca ocurrió. Un videojuego original no se lanzaría hasta Super Bomberman R para Nintendo Switch en 2017, desarrollado conjuntamente por HexaDrive y el antiguo personal de Hudson Soft que trabajó en títulos anteriores de Bomberman en Konami.